# Reinhard Flatischler

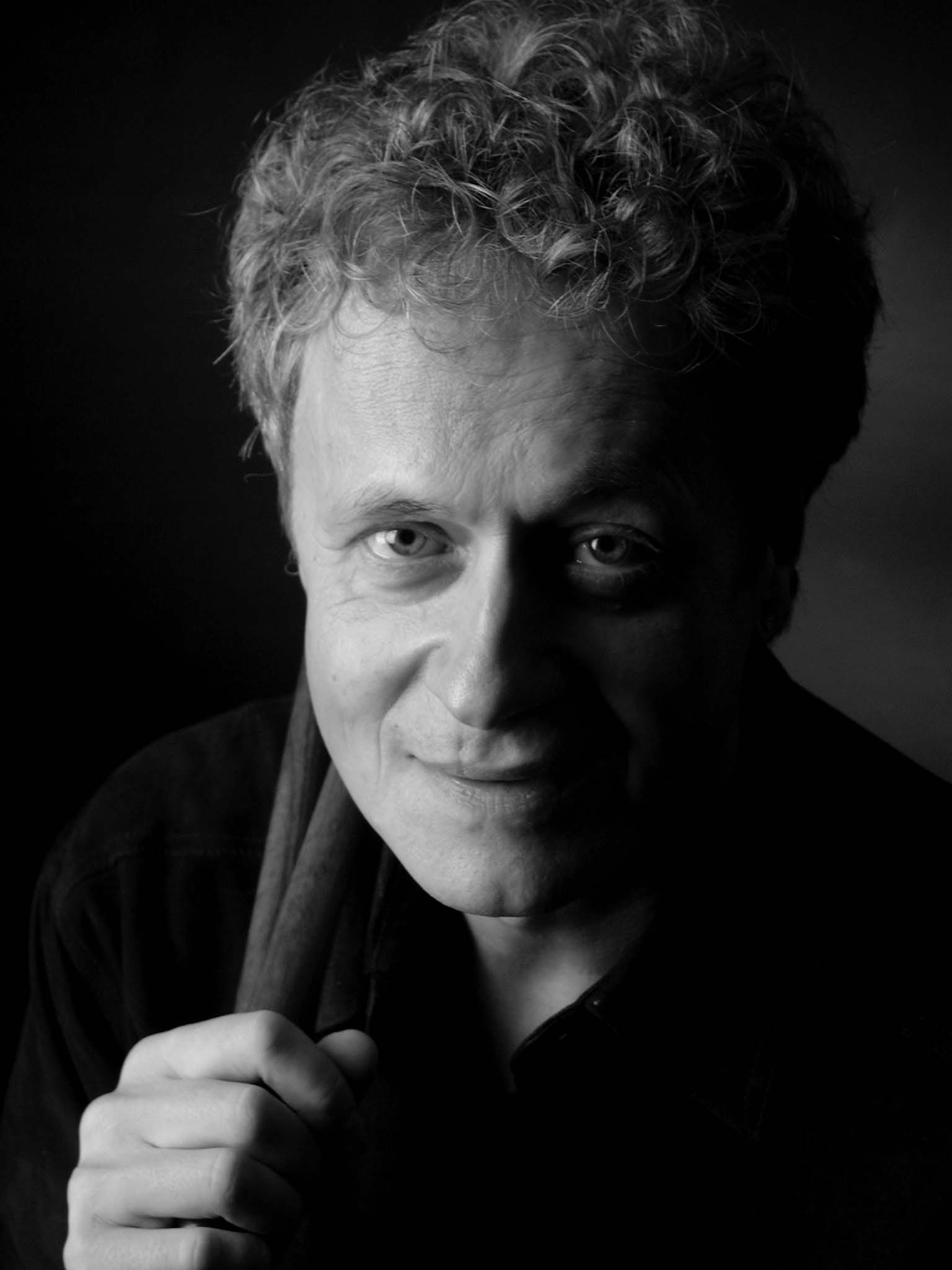
Reinhard Flatischler

Reinhard Flatischler (* 29. Juli 1950 in Wien) ist ein österreichischer Musiker, Komponist und der Begründer der TaKeTiNa-Rhythmuspädagogik.

## Leben
Reinhard Flatischler absolvierte ein Studium an der Wiener Musikuniversität, bevor er bei Meistern auf verschiedenen Kontinenten jahrelang Trommeln und Perkussion studierte. Bekannt geworden ist Flatischler durch die von ihm 1970 begründete TaKeTiNa-Rhythmuspädagogik.
Reinhard Flatischler ist Mitglied des wissenschaftlichen Beirats der Gesellschaft für Musik und Medizin, musikalischer Leiter des Projektes „Rhythmus und Schmerztherapie“ mit Gert Müller-Schwefe und veröffentlicht gemeinsam mit Ärzten und Wissenschaftlern aktuelle Forschungsergebnisse über die Wirkung von TaKeTiNa.
Flatischler ist Begründer der Band „MegaDrums“ und komponiert für bekannte zeitgenössische Musiker wie z. B. Airto Moreira, Zakir Hussain, Glen Velez, Milton Cardona, Wolfgang Puschnig oder Leonard Eto (Kodo). Seine CDs gehören zu Standardwerken der Perkussionsmusik und haben, ebenso wie seine vier Bücher, internationale Preise gewonnen.
In dem 1997 von Manfred Waffender gedrehten Dokumentarfilm Herzschlag der Kontinente mit dem Karnataka College of Percussion und mit Ramesh Shotham und Mamady Keita spielte er sich selbst.

## Werke

### CDs
- MegaDrums Schinoré
- MegaDrums Coreana
- MegaDrums Transformation
- MegaDrums Ketu
- MegaDrums Layers of time
- MegaDrums Terra Nova
- MegaDrums The world is full of rhythm

### Bücher
- TaKeTiNa – Ur-Kraft Rhythmus. Junfermann Verlag Paderborn, 2009. ISBN 978-3-87387-722-1
- Die vergessene Macht des Rhythmus. TA KE TI NA. Der rhythmische Weg zur Bewußtheit, Synthesis, 1994. ISBN 3-922026-28-1
- Der Weg zum Rhythmus. Ta Ke Ti Na, Synthesis, 1993. ISBN 3-922026-48-6
- Rhythm for Evolution – das TaKeTiNa-Rhythmusbuch, Schott, Mainz, 2006. ISBN 3-7957-0539-8
- TaKeTiNa Die heilsame Kraft rhythmischer Urbewegungen, Irisiana, Random House, 2012, ISBN 978-3-424-15155-8